# العلاقات البوليفية السويسرية
العلاقات البوليفية السويسرية هي العلاقات الثنائية التي تجمع بين بوليفيا وسويسرا.

## مقارنة بين البلدين
هذه مقارنة عامة ومرجعية للدولتين:
| وجه المقارنة                                              | بوليفيا                                          | سويسرا                                                                                      |
| --------------------------------------------------------- | ------------------------------------------------ | ------------------------------------------------------------------------------------------- |
| المساحة (كم2)                                             | 1.10 مليون                                       | 41.28 ألف                                                                                   |
| عدد السكان (نسمة)                                         | 11.05 مليون                                      | 8.21 مليون                                                                                  |
| الكثافة السكانية (ن./كم²)                                 | 10.05                                            | 198.89                                                                                      |
| العاصمة                                                   | سوكري، لاباز                                     | برن                                                                                         |
| اللغة الرسمية                                             | اللغة الإسبانية، اللغة الأيمرية، كتشوا، غوارانية | اللغة الألمانية، اللغة الإيطالية، لغة فرنسية، اللغة الرومانشية، الألمانية السويسرية الموحدة |
| العملة                                                    | بوليفاريو بوليفي                                 | فرنك سويسري                                                                                 |
| الناتج المحلي الإجمالي (بليون دولار)                      | 37.51 مليار                                      | 678.89 مليار                                                                                |
| الناتج المحلي الإجمالي (تعادل القوة الشرائية) بليون دولار | 74.58 مليار                                      | 518.07 مليار                                                                                |
| الناتج المحلي الإجمالي الاسمي للفرد دولار أمريكي          | 3.08 ألف                                         | 80.94 ألف                                                                                   |
| الناتج المحلي الإجمالي للفرد دولار أمريكي                 | 6.63 ألف                                         | 59.54 ألف                                                                                   |
| مؤشر التنمية البشرية                                      | 0.662                                            | 0.930                                                                                       |
| رمز المكالمات الدولي                                      | +591                                             | +41                                                                                         |
| رمز الإنترنت                                              | .bo                                              | .ch، .swiss ‏                                                                                |
| المنطقة الزمنية                                           | 00                                               | توقيت وسط أوروبا، ت ع م+01:00، ت ع م+02:00، أوروبا/زيورخ ‏                                   |

## منظمات دولية مشتركة
يشترك البلدان في عضوية مجموعة من المنظمات الدولية، منها:
| علم المنظمة | اسم المنظمة                        | تاريخ انضمام بوليفيا | تاريخ انضمام سويسرا |
| ----------- | ---------------------------------- | -------------------- | ------------------- |
|             | مؤسسة التمويل الدولية              | 20 يوليو 1956        | 29 مايو 1992        |
|             | منظمة حظر الأسلحة الكيميائية       | ?                    | ?                   |
|             | يونسكو                             | 13 نوفمبر 1946       | 28 يناير 1949       |
|             | الاتحاد الدولي للاتصالات           | 1 يونيو 1907         | 1866                |
|             | الأمم المتحدة                      | 14 نوفمبر 1945       | 10 سبتمبر 2002      |
|             | منظمة الشرطة الجنائية الدولية      | ?                    | ?                   |
|             | البنك الدولي للإنشاء والتعمير      | 27 ديسمبر 1945       | 29 مايو 1992        |
|             | الاتحاد البريدي العالمي            | ?                    | ?                   |
|             | مؤسسة التنمية الدولية              | 21 يونيو 1961        | 29 مايو 1992        |
|             | منظمة التجارة العالمية             | 12 سبتمبر 1995       | ?                   |
|             | وكالة ضمان الاستثمار متعدد الأطراف | 3 أكتوبر 1991        | 12 أبريل 1988       |

## أعلام
هذه قائمة لبعض الشخصيات التي تربطها علاقات بالبلدين:
- أويجن جومرينجر (شاعر سويسري، 20 يناير 1925[22][23] – )

## وصلات خارجية
- موقع وزارة الخارجية البوليفية
- موقع وزارة الخارجية السويسرية